# Granholmen (Möja)
Granholmen är en ö i Stockholms skärgård, belägen 2 km söder om Möja. Den ligger i Värmdö kommun och i landskapet Uppland. 
Granholmen är glest bebyggd med ett fåtal fritidshus. På sydvästra ön, mot Möja Söderfjärd, ligger öns ångbåtsbrygga som Waxholmsbolagets båtar trafikerar. På nordvästra delen av ön, vid Mariaudden, finns Granholmens naturreservat. Där bedriver Skärgårdsstiftelsen fårbete. På ön finns även en jordgubbsodling, något som förr i tiden var vanligt förekommande på Möja och dess kringliggande öar.